# Пояна-Маре (Олт)
Пояна-Маре (рум. Poiana Mare) — село у повіті Олт в Румунії. Входить до складу комуни Морунглав.
Село розташоване на відстані 157 км на захід від Бухареста, 21 км на захід від Слатіни, 30 км на північний схід від Крайови.

## Населення
За даними перепису населення 2002 року у селі проживали 416 осіб, усі — румуни. Усі жителі села рідною мовою назвали румунську.